# Comté de Cheyenne (Nebraska)
Pour les articles homonymes, voir Comté de Cheyenne.
Le comté de Cheyenne est un comté de l'État du Nebraska, aux États-Unis. Son siège est la ville de Sidney.